# ویتیشناو
شهر ویتیشناو (به آلمانی: Wittichenau) در ایالت زاکسن در کشور آلمان واقع شده‌است.